# Херојско доба истраживања Антарктика
Херојско доба истраживања Антарктика (енгл. Heroic Age of Antarctic Exploration) било је доба у истраживању континента Антарктик које је почело крајем 19. века и завршило се након Првог светског рата. Шеклтон-Роуетова експедиција из 1921–1922. често се наводи од стране историчара као прекретница између „херојског” и „механичког” доба.
Током херојског доба, регион Антарктика постао је фокус међународних напора који су резултирали интензивним научним и географским истраживањима кроз 17 великих антарктичких експедиција покренутих из десет земаља. Заједнички фактор у овим експедицијама била је ограничена природа ресурса који су им били на располагању пре него што су напреци у транспорту и комуникационим технологијама револуционисали истраживачки рад. Свака од ових експедиција стога је постала подвиг издржљивости који је тестирао, а понекад и премашивао, физичке и менталне границе свог особља. „Херојска” ознака, додељена касније, одала је признање тешкоћама које су пионири морали да савладају, од којих неки нису преживели искуство: укупно 22 члана експедиција преминула су током овог периода.
И географски и магнетни Јужни пол освојени су први пут током херојског доба. Постигнуће да се први стигне до географског пола био је примарни циљ многих експедиција, као и једини разлог за подухват Роалда Амундсена, који је први стигао до њега 1911. године. Друге експедиције су имале за циљ различите циљеве у различитим деловима континента. Као резултат свих ових активности, већи део обале континента је откривен и мапиран, а значајна подручја његове унутрашњости су истражена. Експедиције су такође генерисале велике количине научних података из широког спектра дисциплина, чије би испитивање и анализа заокупљали светске научне заједнице деценијама.

## Порекло
Истраживање најјужнијег дела света било је подручје повременог интересовања вековима пре херојског доба, али огромна изолованост региона, као и његова негостољубива клима и опасна мора, представљали су огромне практичне потешкоће за рану поморску технологију. Отприлике век након доба открића, британски истраживач Џејмс Кук постао је један од првих познатих истраживача који је путовао у тај регион. Открића са његовог другог путовања (1772–1775) заувек су променила мапу света. Пре ове експедиције веровало се да велики континент познат као Terra Australis заузима већину јужне хемисфере. Кук је открио да таква копнена маса не постоји, иако су га масивне ледене санте спречиле да стигне до самог Антарктика. У том процесу, његова експедиција постала је прво забележено путовање које је прешло Антарктички круг. Он је претпоставио да, на основу количине леда, мора постојати копнена маса са које лед потиче, али је био уверен да је то копно, ако постоји, предалеко на југу да би било настањиво или од било какве економске вредности. Након тога, истраживање јужних региона света је заустављено.
Интересовање је поново обновљено између 1819. и 1843. године. Док се Европа смиривала након периода ратова и немира, истраживачи Фабијан Готлиб фон Белингсхаузен, Џон Биско, Џон Балени, Чарлс Вилкс, Жил Димон д'Ирвил и Џејмс Кларк Рос тражили су веће знање о антарктичким регионима. Примарни циљ ових истраживача био је да продру кроз огромне баријере морског леда које су скривале сам Антарктик, почевши од обиласка региона који су извели Белингсхаузен и Михаил Лазарев 1819–1821, током којег су постали први који су угледали и тиме званично открили копно Антарктика, а кулминирало је Вилксовим открићем Викторијине земље и именовањем вулкана данас познатих као планина Терор и планина Еребус 1840. године. Много раног знања о земљама јужно од Антарктичког круга такође је проистекло из економских активности ловаца на фоке и китове, укључујући вероватно прво искрцавање на копно Антарктика од стране америчког ловца на фоке 1821. године, иако историчари оспоравају да ли је то искрцавање заиста било прво. Ови истраживачи, упркос својим импресивним доприносима истраживању Јужног пола, ипак нису успели да продру у унутрашњост континента, а њихова открића су уместо тога формирала испрекидану линију новооткривених земаља дуж обале Антарктика.
Оно што је уследило након овог раног периода истраживања јесте оно што је историчар Хју Роберт Мил назвао „добом скренутог интересовања”. Након експедиције Џејмса Кларка Роса на бродовима ХМС Еребус и ХМС Терор у јануару 1841, Рос је сугерисао да на далеком југу нема научних открића вредних истраживања. Сматра се да су Росов утицај, као и широко публикован губитак Френклинове експедиције на Арктику 1848. године, довели до периода незаинтересованости, или барем неспремности да се улажу значајни ресурси у поларна истраживања, посебно од стране Краљевског друштва. У двадесет година након Росовог повратка, дошло је до општег затишја у међународним истраживањима Антарктика.
Почетни подстицај за обновљено истраживање Антарктика, које је постало познато као херојско доба истраживања Антарктика, донекле је споран, јер је то био нејасан и разнолик међународни покрет. Георг фон Нојмајер из Хамбурга, такође антарктички истраживач, помогао је у обнављању истраживања Антарктика од 1861. надаље, док је радио у опсерваторији у Мелбурну. Његова посебна интересовања била су значај метеорологије и како би више информација о Јужном полу могло довести до тачнијих временских прогноза. Ово помаже у објашњавању немачког учешћа у истраживању Антарктика. Још један важан претходник херојског доба истраживања Антарктика била је антарктичка експедиција из Дандија 1892–93, у којој су четири китоловна брода из Дандија отпловила на југ Антарктика у потрази за китовима, уместо уобичајеном арктичком рутом. Експедицију је пратило неколико природњака (укључујући Вилијама Спирса Бруса) и уметник, Вилијам Гордон Берн Мердок. Публикације (и научне и популарне) и изложбе које су уследиле учиниле су много да поново подстакну јавно интересовање за Антарктик. Перформансе китоловних бродова такође су биле кључне у одлуци да се изгради РРС Дискавери у Дандију.
Још један, посебно британски, подстицај који је ближе повезан са овим периодом јесте предавање Џона Марија под називом „Обнова истраживања Антарктика”, одржано у Краљевском географском друштву у Лондону, 27. новембра 1893. Мари је заговарао да се истраживања на Антарктику организују како би се „решила преостала географска питања која су још увек постављена на југу”. Непосредно пре тога, 1887. године, Краљевско географско друштво основало је Антарктички комитет који је успешно подстакао многе китоловце да истражују јужне регионе света и ставио у први план предавање које је одржао Мари. У августу 1895, шести Међународни географски конгрес у Лондону усвојио је општу резолуцију којом се позивају научна друштва широм света да промовишу истраживање Антарктика „на било који начин који им се чини најефикаснијим”. Такав рад би, како се наводи у резолуцији, „донео доприносе готово свакој грани науке”. Конгресу се обратио Норвежанин Карстен Борхгревинк, који се управо вратио са китоловне експедиције током које је постао један од првих људи који су крочили на копно Антарктика. Током свог обраћања, Борхгревинк је изнео планове за пионирску антарктичку експедицију пуног обима, која би била базирана на Кејп Адеру.
Међутим, данас се генерално сматра да је почетак херојског доба означила експедиција коју је покренуло Société Royale Belge de Géographie 1897. године; Карстен Борхгревинк је уследио годину дана касније са приватно спонзорисаном експедицијом. Ознака „херојско доба” настала је много касније; термин се не користи ни у једном од раних извештаја о експедицијама или мемоарима, нити у биографијама поларних личности укључених у херојско доба које су се појавиле 1920-их и 1930-их. Није јасно када је термин први пут скован или опште прихваћен. Користио га је у марту 1956. британски истраживач Данкан Карс, пишући у The Times. Описујући први прелазак острва Јужна Џорџија од стране Царске трансантарктичке експедиције Ернеста Шеклтона 1916. године, Карс је написао о „три човека из херојског доба истраживања Антарктика, са 50 стопа ужета између њих и столарском теслом”.

## Експедиције, 1897–1922
Напомене
1. Резимеи у табели не укључују научни рад који су обавиле ове експедиције, од којих је свака донела налазе и примерке из широког спектра дисциплина.
2. Табела не укључује бројна китоловна путовања која су се одвијала у овом периоду, нити субантарктичке експедиције као што је она Карла Чуна 1898–1899, која није продрла у Антарктички круг.[18] Такође је искључена Коупова експедиција 1920–1922, која је пропала због недостатка средстава, иако су два човека искрцана са норвешког китоловца и провела годину дана на Антарктичком полуострву.[19] Три експедиције које су требале да почну 1914. отказане су због избијања Првог светског рата: аустријска антарктичка експедиција коју је требало да води Феликс Кениг; англо-шведска експедиција под вођством Ота Норденшелда и Јохана Гунара Андерсона, и британска експедиција под вођством Џозефа Фостера Стекхауса.[20]
3. † Означава да је вођа преминуо током експедиције.

| Датуми    | Држава                   | Назив(и) експедиције                                                   | Брод(ови)                                                                           | Вођа                                                                                                 | Вођа                | Резиме експедиције | Реф.                 |
| --------- | ------------------------ | ---------------------------------------------------------------------- | ----------------------------------------------------------------------------------- | --- | ------------------- | --- | -------------------- |
| 1897–1899 | Белгија                  | Белгијска антарктичка експедиција                                      | Белгика                                                                             | Брадати човек од око 30 година у крзненој капи и зимском капуту.                                     | Адријен де Жерлаш   | Ово је била прва експедиција која је презимила јужно од Антарктичког круга, након што је брод остао заробљен у леду у Белингсхаузеновом мору. Прикупила је први годишњи циклус антарктичких посматрања. Такође је досегла 71°30'Ј, и открила Жерлашов пролаз. Први официр Роалд Амундсен касније ће предводити први долазак на Јужни пол, 1911. године. | [ 4 ] [ 21 ] [ 22 ]  |
| 1898–1900 | Уједињено Краљевство     | Британска антарктичка експедиција 1898 (Експедиција Јужног крста)      | Јужни крст                                                                          | Човек са брковима у зимском капуту са капом која му прекрива уши.                                    | Карстен Борхгревинк | Прва експедиција која је презимила на антарктичком копну (Кејп Адер), Борхгревинкова експедиција је прва користила псе и санке. Извршила је први успон на Велики ледени појас, и поставила рекорд за најјужнију тачку на 78°30'Ј. Такође је израчунала локацију Јужног магнетног пола. | [ 23 ] [ 24 ] [ 25 ] |
| 1901–1904 | Уједињено Краљевство     | Национална антарктичка експедиција 1901 (Дискавери експедиција)        | Дискавери (главни брод) Морнинг (брод за снабдевање) Тера Нова (брод за снабдевање) | Човек у свечаној војној униформи.                                                                    | Роберт Фалкон Скот  | Извршила је први успон на Западне планине у Викторијиној земљи и открила поларну висораван. Њено јужно путовање поставило је нови рекорд за најјужнију тачку на 82°17'Ј. Многе друге географске карактеристике су откривене, мапиране и именоване. Ово је била прва од неколико експедиција са базом у Мекмердоовом заливу. | [ 26 ] [ 27 ] [ 28 ] |
| 1901–1903 | Немачко царство Немачка  | Прва немачка антарктичка експедиција (Гаусова експедиција)             | Гаус                                                                                | Човек са брковима у свечаном оделу.                                                                  | Ерих фон Дригалски  | Прва експедиција која је истраживала источни Антарктик, открила је обалу Земље цара Вилхелма II и Гаусберг. Брод експедиције Гаус остао је заробљен у леду, што је спречило опсежнија истраживања. | [ 29 ] [ 30 ] [ 31 ] |
| 1901–1903 | Шведска                  | Шведска антарктичка експедиција                                        | Антарктик (главни брод) АРА Уругвај (брод за подршку)                               | Средовечни брадати човек у свечаном оделу.                                                           | Ото Норденшелд      | Ова експедиција је радила у источном приморском подручју Грејамове земље. Остала је насукана на острву Сноу Хил и острву Полет у Веделовом мору након потонућа експедиционог брода, а касније ју је спасио аргентински морнарички брод АРА Уругвај. | [ 32 ] [ 33 ] [ 34 ] |
| 1902–1904 | Уједињено Краљевство     | Шкотска национална антарктичка експедиција                             | Скоша                                                                               | Средовечни брадати човек који носи кравату, прслук и сако.                                           | Вилијам Спирс Брус  | Успостављена је стална метеоролошка станица База Оркадас на Јужним Оркнијским острвима. Веделово море је пробијено до 74°01'Ј, а откривена је обала Коутсове земље, дефинишући источне границе мора. | [ 35 ] [ 36 ]        |
| 1903–1905 | Француска                | Трећа француска антарктичка експедиција                                | Français                                                                            | Старији брадати човек са шеширом, носи кравату и капут. Држи гомилу папира или докумената под руком. | Жан-Батист Шарко    | Првобитно замишљена као експедиција за спасавање насукане Норденшелдове групе, главни рад ове експедиције био је мапирање и исцртавање острва и западних обала Грејамове земље, на Антарктичком полуострву. Део обале је истражен и назван Лубеова земља по председнику Француске. | [ 37 ] [ 38 ] [ 39 ] |
| 1907–1909 | Уједињено Краљевство     | Британска антарктичка експедиција 1907 (Нимрод експедиција)            | Нимрод                                                                              | | Ернест Шеклтон      | Прва експедиција коју је водио Шеклтон. Са базом у Мекмердоовом заливу, пионирски је прошла руту преко ледника Бирдмор ка Јужном полу, и (ограничено) користила моторизовани транспорт. Њен јужни поход достигао је 88°23'Ј, нови рекорд за најјужнију тачку, само 97 географских миља од Пола. Северна група је стигла до локације Јужног магнетног пола. | [ 40 ] [ 41 ] [ 42 ] |
| 1908–1910 | Француска                | Четврта француска антарктичка експедиција                              | Pourquoi-Pas? IV                                                                    | Старији брадати човек са шеширом, носи кравату и капут. Држи гомилу папира или докумената под руком. | Жан-Батист Шарко    | Ова експедиција је наставила рад раније француске експедиције општим истраживањем Белингсхаузеновог мора и откривањем острва и других карактеристика, укључујући Залив Маргерит, Острво Шарко, Острво Рено, Залив Микелсен и Острво Ротшилд. | [ 43 ] [ 44 ]        |
| 1910–1912 | Јапан                    | Јапанска антарктичка експедиција                                       | Каинан Мару                                                                         | Азијат у војној униформи са капом.                                                                   | Нобу Ширасе         | Прва не-европска антарктичка експедиција извршила је истраживање обале Земље краља Едварда VII и истражила источни сектор Великог леденог појаса, достигавши 80°5'Ј. | [ 45 ] [ 46 ]        |
| 1910–1912 | Норвешка                 | Амундсенова експедиција на Јужни пол                                   | Фрам                                                                                | Брадати човек који носи лептир-машну и капут.                                                        | Роалд Амундсен      | Амундсен је поставио камп на Великом леденом појасу, у Заливу китова. Открио је нову руту до поларне висоравни преко ледника Аксел Хајберг. Користећи ову руту, група од пет људи предвођена Амундсеном постала је прва која је успешно стигла до географског Јужног пола 14. децембра 1911. | [ 47 ] [ 48 ] [ 49 ] |
| 1910–1913 | Уједињено Краљевство     | Британска антарктичка експедиција 1910 (Тера Нова експедиција)         | Тера Нова                                                                           | Човек у зимском капуту носи балаклаву или капу за скијање.                                           | Роберт Фалкон Скот† | Скотова последња експедиција, са базом као и прва у Мекмердоовом заливу. Скот и четири сапутника стигли су до географског Јужног пола преко руте Бирдмор 17. јануара 1912, 33 дана након Амундсена. Свих петоро је умрло на повратку са Пола услед комбинације глади и хладноће. | [ 50 ] [ 51 ] [ 52 ] |
| 1911–1913 | Немачко царство Немачка  | Друга немачка антарктичка експедиција                                  | Дојчланд                                                                            | Средовечни човек који носи кравату, прслук и сако.                                                   | Вилхелм Филхнер     | Главни циљ био је да се утврди природа географске везе између Веделовог и Росовог мора. Експедиција је постигла најјужнији продор у Веделово море до тада, достигавши 77°45'Ј, и открила Луитполдову обалу, Филхнер-Ронеов ледени појас и Залив Васел. Није успела да успостави обалску базу из које би спроводила своја истраживања, и након дугог плутања у леду Веделовог мора вратила се на острво Јужна Џорџија.                                                     | [ 34 ] [ 53 ] [ 54 ] |
| 1911–1914 | Аустралија и Нови Зеланд | Аустралазијска антарктичка експедиција                                 | Аурора                                                                              | Човек који носи кравату, прслук и сако.                                                              | Даглас Мосон        | Експедиција се концентрисала на део антарктичке обале између Кејп Адера и планине Гаус, вршећи мапирање и геодетске радове на приморским и унутрашњим територијама. Открића су укључивала Залив Комонвелта, Ледник Нинис, Ледник Мерц и Земља краљице Мери. | [ 55 ] [ 56 ]        |
| 1914–1917 | Уједињено Краљевство     | Царска трансантарктичка експедиција                                    | Ендјуранс                                                                           | Брадати средовечни човек са каубојским шеширом.                                                      | Ернест Шеклтон      | Шеклтонова експедиција покушала је трансконтинентални прелазак између Веделовог и Росовог мора преко Јужног пола, али није успела да искрца групу на обалу Веделовог мора након што је Ендјуранс заробљен и смрвљен у леду. Експедиција се затим спасила након низа подвига, укључујући продужено плутање на леденим сантама, бекство чамцем за спасавање до острва Слона, 800 миља дуго путовање отвореним чамцем до острва Јужна Џорџија и први прелазак Јужне Џорџије. | [ 57 ] [ 58 ]        |
| 1914–1917 | Уједињено Краљевство     | Група за Росово море као подршка Царској трансантарктичкој експедицији | Аурора                                                                              | Човек у свечаном оделу. Исечак из групне слике.                                                      | Енеас Мекинтош†     | Њен циљ је био да постави складишта са залихама преко Великог леденог појаса, како би снабдела групу која прелази из Веделовог мора. Сва потребна складишта су постављена, али су у том процесу три човека, укључујући вођу Мекинтоша, умрла. | [ 59 ]               |
| 1921–22   | Уједињено Краљевство     | Шеклтон-Роуетова експедиција                                           | Квест                                                                               | Човек који носи дебели џемпер и преко њега трегере.                                                  | Ернест Шеклтон†     | Нејасно дефинисани циљеви укључивали су мапирање обале, могућу обилазак континента, истраживање субантарктичких острва и океанографски рад. Након Шеклтонове смрти 5. јануара 1922, Квест је завршио скраћени програм пре повратка кући. | [ 60 ] [ 61 ]        |

## Смртни случајеви током Херојског доба
Двадесет и два човека су умрла на антарктичким експедицијама током Херојског доба. Од тога, четворица су умрла од болести које нису повезане са њиховим антарктичким искуствима, а двојица су умрла у несрећама на Новом Зеланду и један у Француској. Преосталих 15 је страдало током службе на или у близини антарктичког континента.
| Експедиција                                                | Име                      | Држава               | Датум смрти        | Место смрти                     | Узрок                                       | Реф.                               |
| ---------------------------------------------------------- | ------------------------ | -------------------- | ------------------ | ------------------------------- | ------------------------------------------- | ---------------------------------- |
| Белгијска антарктичка експедиција                          | Карл Август Винке        | Норвешка             | 22. јануар 1898.   | Јужна Шетландска острва         | Пао с палубе и удавио се                    | [ 62 ]                             |
| Белгијска антарктичка експедиција                          | Емил Данко               | Белгија              | 5. јун 1898.       | Белингсхаузеново море           | Срчана болест                               | [ 62 ]                             |
| Експедиција Јужног крста                                   | Николај Хансен           | Норвешка             | 14. октобар 1899.  | Кејп Адер, Антарктик            | Цревни поремећај                            | [ 63 ]                             |
| Дискавери експедиција                                      | Чарлс Бонор              | Уједињено Краљевство | 2. децембар 1901.  | Лука Лителтон, Нови Зеланд      | Пад са бродског јарбола                     | [ 64 ] [ 65 ]                      |
| Дискавери експедиција                                      | Џорџ Винс                | Уједињено Краљевство | 11. март 1902.     | Росово острво, Антарктик        | Пад низ ледену литицу                       | [ 64 ] [ 65 ]                      |
| Гаусова експедиција                                        | Јозеф Енценспергер       | Немачка              | 2. фебруар 1903.   | Кергеленска острва              | Берибери                                    |                                    |
| Шведска антарктичка експедиција                            | Оле Кристијан Венерсгард | Шведска              | 7. јун 1903.       | Острво Полет                    | Срчана инсуфицијенција                      |                                    |
| Шкотска национална антарктичка експедиција                 | Алан Ремзи               | Уједињено Краљевство | 6. август 1903.    | Јужна Оркнијска острва          | Срчана болест                               | [ 66 ]                             |
| Трећа француска антарктичка експедиција                    | Ф. Мењан                 | Француска            | 15. август 1903.   | Авр, Француска                  | Ударен покиданим ужетом                     | 4]8                                |
| Тера Нова експедиција                                      | Едгар Еванс              | Уједињено Краљевство | 17. фебруар 1912.  | Ледник Бирдмор, Антарктик       | Повреда главе, глад и хладноћа              | [ 67 ] [ 68 ] [ 69 ] [ 70 ] [ 71 ] |
| Тера Нова експедиција                                      | Лоренс Оутс              | Уједињено Краљевство | 17. март 1912.     | Велики ледени појас, Антарктик  | Глад и хладноћа                             | [ 67 ] [ 68 ] [ 69 ] [ 70 ] [ 71 ] |
| Тера Нова експедиција                                      | Роберт Фалкон Скот       | Уједињено Краљевство | 29. март 1912.     | Велики ледени појас, Антарктик  | Глад и хладноћа                             | [ 67 ] [ 68 ] [ 69 ] [ 70 ] [ 71 ] |
| Тера Нова експедиција                                      | Едвард Вилсон            | Уједињено Краљевство | 29. март 1912.     | Велики ледени појас, Антарктик  | Глад и хладноћа                             | [ 67 ] [ 68 ] [ 69 ] [ 70 ] [ 71 ] |
| Тера Нова експедиција                                      | Хенри Бауерс             | Уједињено Краљевство | 29. март 1912.     | Велики ледени појас, Антарктик  | Глад и хладноћа                             | [ 67 ] [ 68 ] [ 69 ] [ 70 ] [ 71 ] |
| Тера Нова експедиција                                      | Роберт Брисенден         | Уједињено Краљевство | 17. август 1912.   | Адмиралски залив, Нови Зеланд   | Утапање                                     | [ 67 ] [ 68 ] [ 69 ] [ 70 ] [ 71 ] |
| Друга немачка антарктичка експедиција                      | Валтер Слосарчик         | Немачка              | 26. новембар 1911. | Полуострво Тачер, Јужна Џорџија | Самоубиство или несрећан случај             |                                    |
| Друга немачка антарктичка експедиција                      | Рихард Вазел             | Немачка              | 8. август 1912.    | Веделово море                   | Сифилис                                     | [ 72 ] [ 54 ] [ 73 ]               |
| Аустралазијска антарктичка експедиција                     | Белгрејв Нинис           | Уједињено Краљевство | 14. децембар 1912. | Земља краља Џорџа V, Антарктик  | Пад у пукотину                              | [ 74 ]                             |
| Аустралазијска антарктичка експедиција                     | Ксавијер Мерц            | Швајцарска           | 7. јануар 1913.    | Земља краља Џорџа V, Антарктик  | Хладноћа и неухрањеност (Хипервитаминоза А) | [ 74 ]                             |
| Царска трансантарктичка експедиција (Група за Росово море) | Арнолд Спенсер-Смит      | Уједињено Краљевство | 9. март 1916.      | Росов ледени појас, Антарктик   | Хладноћа и скорбут                          | [ 75 ] [ 76 ]                      |
| Царска трансантарктичка експедиција (Група за Росово море) | Енеас Мекинтош           | Уједињено Краљевство | 8. мај 1916.       | Мекмердоов залив, Антарктик     | Пропадање кроз морски лед                   | [ 75 ] [ 76 ]                      |
| Царска трансантарктичка експедиција (Група за Росово море) | Виктор Хејворд           | Уједињено Краљевство | 8. мај 1916.       | Мекмердоов залив, Антарктик     | Пропадање кроз морски лед                   | [ 75 ] [ 76 ]                      |
| Шеклтон-Роуетова експедиција                               | Ернест Шеклтон           | Уједињено Краљевство | 5. јануар 1922.    | Острво Јужна Џорџија            | Срчана болест                               | [ 77 ]                             |

Још пет људи је умрло убрзо након повратка са Антарктика (ово не укључује значајан број оних који су погинули у активној служби у Првом светском рату):
- Енгебрет Кнудсен, члан Белгијске антарктичке експедиције, 1897–1899, развио је знаке менталне болести и никада се није потпуно опоравио, умро је 1900. године.[78]
- Херлуф Клевстад, норв.Herluf Kløvstad, експедициони хирург на експедицији Јужног крста, 1898–1900, умро је од неутврђених узрока током 1900. године.[79]
- Јерген Петерсен, први официр на Јужном крсту, умро је 1900. године док се враћао бродом из Аустралије.[79]
- Бертрам Армитиџ, члан Нимрод експедиције, 1907–1909, умро је од самоубиства ватреним оружјем, 12. марта 1910.[80]
- Јалмар Јохансен, члан Амундсенове експедиције 1910–1912, умро је од самоубиства ватреним оружјем, 9. јануара 1913.[81]

## Крај Херојског доба
Научници расправљају о томе када је тачно завршено Херојско доба истраживања Антарктика. Шеклтонова експедиција Ендјуранс понекад се назива последњом антарктичком експедицијом Херојског доба. Други хроничари продужавају еру до датума Шеклтонове смрти, 5. јануара 1922, третирајући Шеклтон-Роуетову експедицију, или експедицију Квест, током које је Шеклтон умро, као последње поглавље доба. Према Марџери и Џејмсу Фишеру, Шеклтоновим биографима: „Ако би било могуће повући јасну линију раздвајања између онога што се назива Херојско доба истраживања Антарктика и Механичког доба, Шеклтон-Роуетова експедиција би могла бити добра тачка за повлачење такве линије”. Новинар који је прегледао брод пре него што је испловио известио је: „Справе! Справе! Справе свуда!” То је укључивало бежичну везу, електрично грејано осматрачко гнездо и „одограф” који је могао да прати и бележи руту и брзину брода.
Херојска ера истраживања Антарктика била је 'херојска' јер је била анахрона пре него што је и почела, њен циљ је био апстрактан као пол, њене централне фигуре биле су романтичне, мужевне и мањкаве, њена драма је била морална (јер није било важно само шта је учињено, већ како је учињено), а њен идеал је била национална част. Била је то рано поприште за испитивање расних врлина нових нација као што су Норвешка и Аустралија, и била је место последњег уздаха Европе пре него што се распала у Великом рату.— Том Грифитс, Сечење тишине: Путовање на Антарктик, стр. 111